# Deutscher Musikwettbewerb
Der Deutsche Musikwettbewerb (DMW) ist ein Wettbewerb für Solisten, Komponisten und Kammermusikensembles, der vom Deutschen Musikrat jährlich ausgetragen wird.
Seit dem Gründungsjahr 1975 ist der Deutsche Musikwettbewerb (DMW) der nationale Wettbewerb mit dem breitesten Förderspektrum für den professionellen musikalischen Nachwuchs. Er ist eines von insgesamt 13 langfristigen Förderprojekten des Deutschen Musikrats und wird mit wechselnden Kammermusik- und Solo-Kategorien sowie in der Kategorie Komposition jährlich ausgetragen. In den geraden Jahren (2018, 2020, 2022 etc.) ist der Wettbewerb in Bonn zu Gast, in den ungeraden Jahren in einer anderen Stadt in Deutschland. Die Preisträger des Wettbewerbes kommen in den Genuss langfristiger Förderprogramme des Deutschen Musikrates.

## Veranstalter und Förderer
Der Deutsche Musikwettbewerb wird vom Deutschen Musikrat unter der Schirmherrschaft des Bundespräsidenten getragen und von der Beauftragten der Bundesregierung für Kultur und Medien sowie der Bundesstadt Bonn gefördert. An den Fördermaßnahmen beteiligen sich die Kulturstiftung der Länder und die Gesellschaft zur Verwertung von Leistungsschutzrechten (GVL).

## Ablauf
Der Wettbewerb wird jedes Jahr für etwa 12 Solo- und Kammermusikkategorien sowie Komposition ausgeschrieben. Teilnahmeberechtigt sind Musiker bis zum Alter von ungefähr 30 Jahren, bzw. Komponisten bis etwa 35 Jahre, mit professioneller Ausbildung (Musikstudium), die Deutsche im Sinne des Grundgesetzes sind. Ausländer können unter bestimmten Voraussetzungen zum DMW zugelassen werden. Interessenten senden ihre Anmeldung innerhalb der Bewerbungsfrist an das Projektbüro in Bonn.
Der Wettbewerb wird in drei (Ensembles) bzw. vier (Solisten) Durchgängen ausgetragen. Die ersten beiden Durchgänge werden vor einer Fachjury durchgeführt, der dritte und vierte (mit Orchester) vor der rund 30-köpfigen Gesamtjury. Das Wettbewerbsrepertoire wird in der Ausschreibung festgelegt. Teilnehmer, die den dritten Durchgang erfolgreich beenden, sind Stipendiaten (Solisten/Kammermusikensembles) oder Preisträger (Kammermusikensembles) des Deutschen Musikwettbewerbs und können in die Konzertförderung Deutscher Musikwettbewerb (ehemals Bundesauswahl Konzerte Junger Künstler – BAKJK) aufgenommen werden. Solistinnen und Solisten werden bei entsprechender Bewertung zum Orchesterfinale zugelassen. Teilnehmende, die das Orchesterfinale erfolgreich beenden, können mit dem Preis des Deutschen Musikwettbewerbs ausgezeichnet werden. Eine Mehrfachvergabe ist möglich. Zum Abschluss eines jeden DMW finden zwei Preisträgerkonzerte statt: ein Kammerkonzert sowie ein Konzert mit Orchester.

## Preis und Förderprogramme
Die Preisträger erhalten einen Geldpreis, dessen Höhe vom Beirat DMW festgelegt wird. Außerdem ist mit dem Preis die Produktion einer Debüt-CD beim Label GENUIN in Kooperation mit Deutschlandradio verbunden. Verschiedene Stiftungen und Vereine verleihen im Rahmen des Deutschen Musikwettbewerbs Sonderpreise. 
Die Preisträger werden für Preisträger-Konzerte an Veranstalter bedeutender Musikfestivals und Konzertreihen im In- und Ausland vermittelt (im Ausland in Kooperation mit dem Goethe-Institut). Außerdem werden die Preisträger und ausgewählte Finalisten des Wettbewerbs den professionellen deutschen Orchestern als Solisten empfohlen. Die veranstaltenden Orchester können bei Konzerten mit einem Solisten aus der Künstlerliste einen Honorarzuschuss der GVL beim DMR beantragen.
Die Konzertförderung Deutscher Musikwettbewerb vermittelt Preisträger und Stipendiaten des DMW über eine Saison für Kammermusikkonzerte an die ca. 300 Mitglieder des Veranstalterrings. Je nach Saison kommen dabei bis zu 30 oder mehr Konzerte pro Ensemble zustande. Die Konzertförderung Deutscher Musikwettbewerb wird von der Gesellschaft zur Verwertung von Leistungsschutzrechten (GVL) und der Kulturstiftung der Länder gefördert.
Außerdem werden die Preisträger und Stipendiaten bei Fragen des Karriereaufbaus beraten und sie können an Workshops zu Themen wie Musikrecht, Programmgestaltung etc. teilnehmen (digital und vor Ort).

## Preisträger (Auswahl)
- 1980: Michael Tröster (Gitarre)[1]
- 1984: Ramón Jaffé (Violoncello)
- 1985:Trio Fontenay[2]

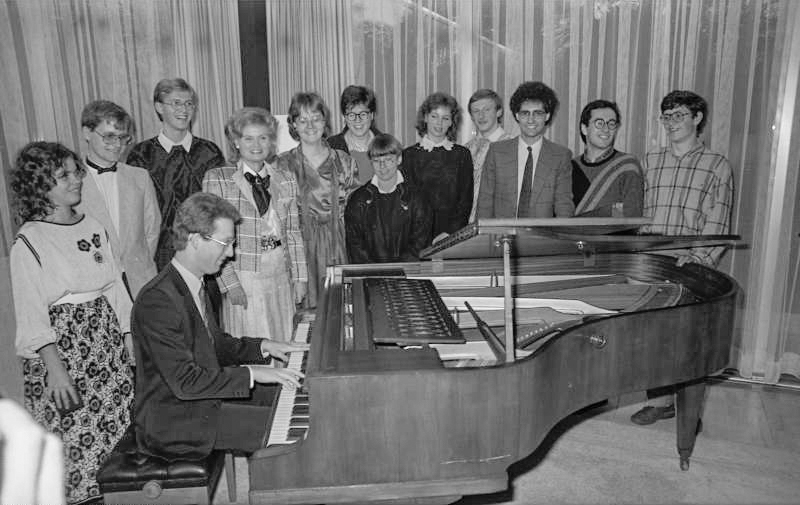
Die Preisträger des Deutschen Musikwettbewerbs 1986 werden im Kanzlerbungalow empfangen.

- 1999: Fauré Quartett (Klavierquartett)
- 2006: Nils Mönkemeyer (Viola), Quartet New Generation (Blockflötenquartett)
- 2007: Johannes Fischer (Schlaginstrumente)
- 2008: Alexej Gorlatch (Klavier), Alexander Schimpf (Klavier), Sonic.art Saxophonquartett
- 2009: Boris Kusnezow (Klavierpartner Lied), Duo Peter-Philipp Staemmler & Hansjacob Staemmler (Violoncello-Klavier), Malte Giesen (Komposition)[3]
- 2010: Alexej Gerassimez, (Schlaginstrumente)
- 2011:Julian Lembke (Komposition)
- 2012: Tobias Feldmann (Violine), Asya Fateyeva (Saxophon)
- 2013: Dominik Susteck (Komposition – Preis der Philharmonie Essen), Kathrin Denner (Komposition – Preis des Deutschlandfunks)
- 2014: Frank Dupree (Klavier)
- 2015: Bettina Aust (Klarinette), Damian Scholl (Komposition)
- 2016: Katharina Konradi (Sopran), Raphaela Gromes (Violoncello), Valentino Worlitzsch (Violoncello), Simon Höfele (Trompete)
- 2017:  Juri Vallentin (Oboe), Tillmann Höfs (Horn), Steven Heelein (Komposition – Preis des DMW), Elias Jurgschat (Komposition – Preis des Deutschlandfunks)
- 2018: Ioana Cristina Goica (Violine), Theo Plath (Fagott), Maciej Frąckewiecz (Akkordeon), Eliot Quartett (Streichquartett)
- 2019: Konstantin Krimmel (Bariton), Sebastian Fritsch (Violoncello), Friedrich Thiele (Violoncello)
- 2021: Max Volbers (Blockflöte), Trio E.T.A. (Klaviertrio), Trio Klangspektrum (Ensemble für Neue Musik), Martin Donoso Vera (Komposition), Alireza Khiabani (Komposition)
- 2022: Aurel Dawidiuk (Orgel), Lyuta Kobayashi (Klarinette), Anne Luisa Kramb (Violine), Marc L. Vogler (Komposition – Preis des Deutschlandfunks), Taehyun Ha (Komposition – Preis des DMW)
- 2023: Philipp Schupelius (Violoncello), Eva Zalenga (Sopran), Patrick Schäfer (Komposition – Preis des Deutschlandfunks), Arwen Campbell (Komposition – Preis des DMW)
- 2024: Amelio Trio (Klaviertrio)
- 2025: Julian Emanuel Becker (Orgel), Moë Dierstein (Violine), Benjamin Günst (Violine), Robert Neumann (Klavier)